# Oxypteron algerianum
Oxypteron algerianum är en fjärilsart som beskrevs av Józef Razowski 1965. Oxypteron algerianum ingår i släktet Oxypteron och familjen vecklare. Inga underarter finns listade i Catalogue of Life.